# Platanthera dilatata
Platanthera dilatata är en orkidéart som först beskrevs av Frederick Traugott Pursh, och fick sitt nu gällande namn av John Lindley och Lewis Caleb Beck. Platanthera dilatata ingår i släktet nattvioler, och familjen orkidéer.

## Underarter
Arten delas in i följande underarter:
- P. d. albiflora
- P. d. dilatata
- P. d. leucostachys

## Bildgalleri

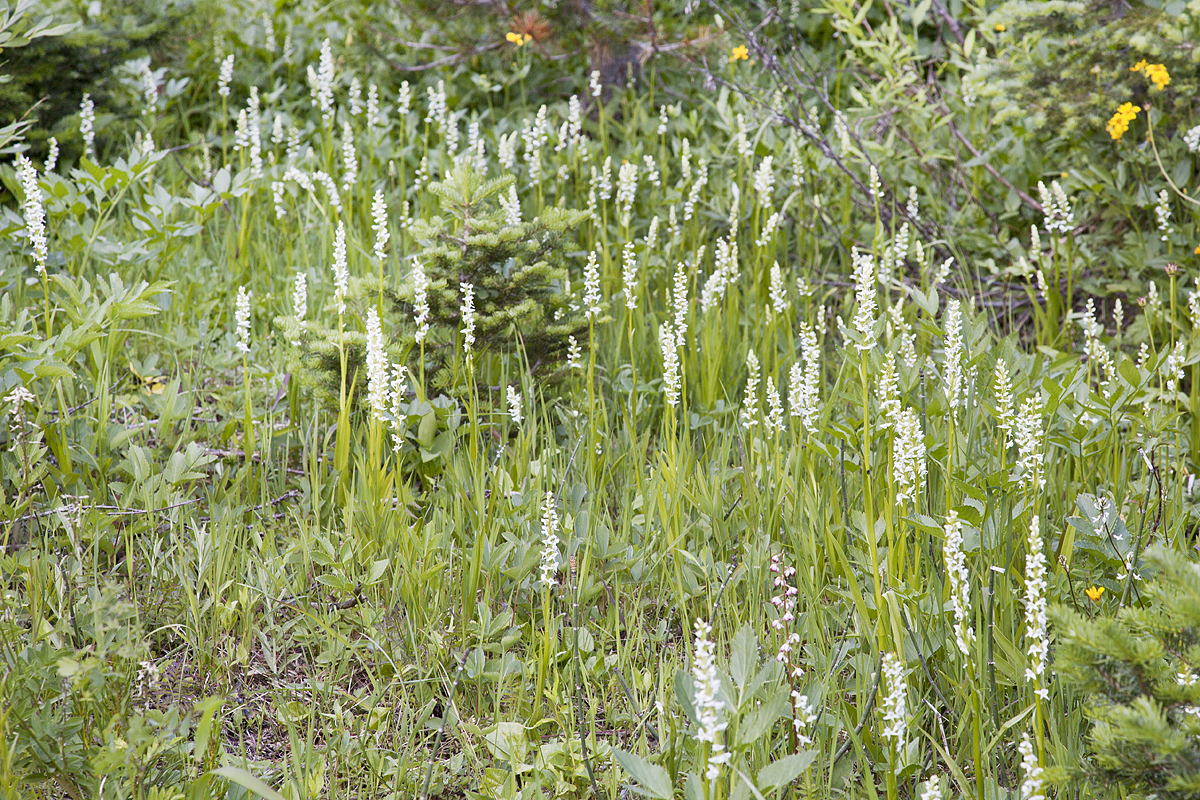
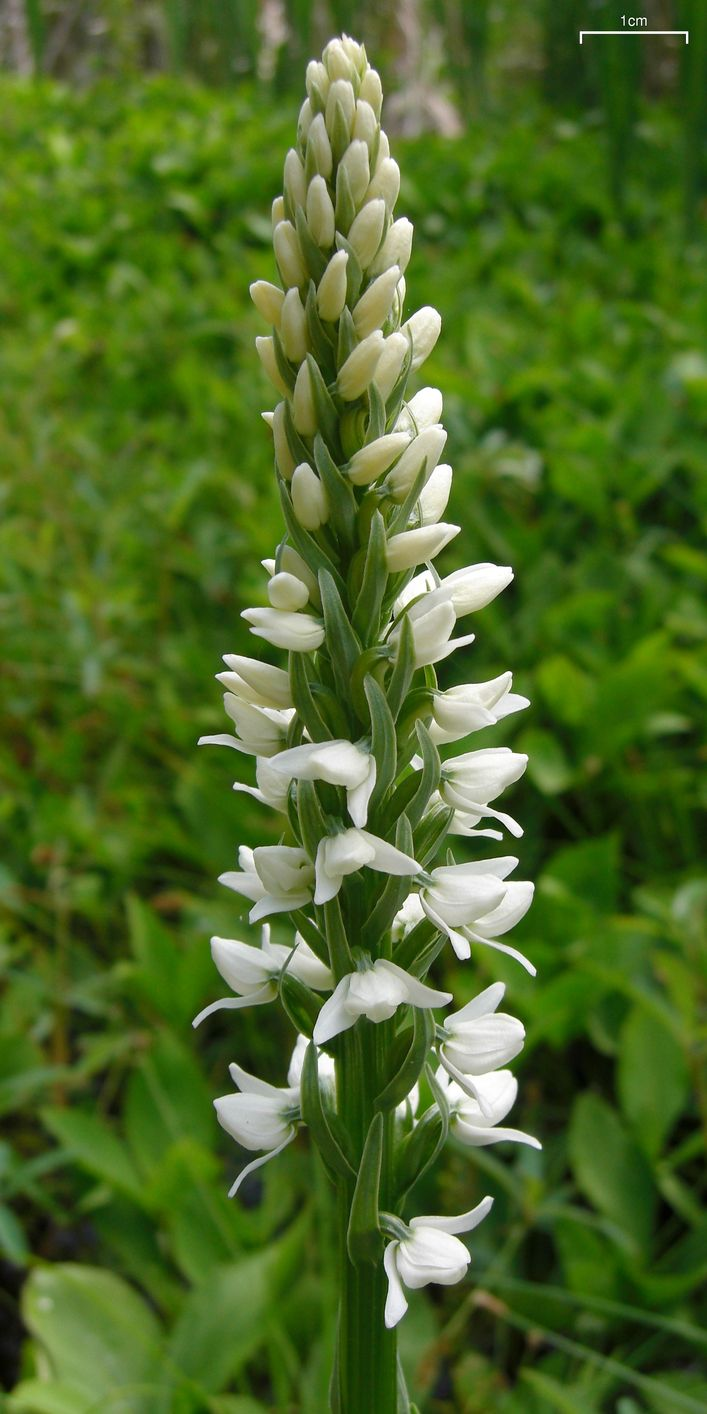
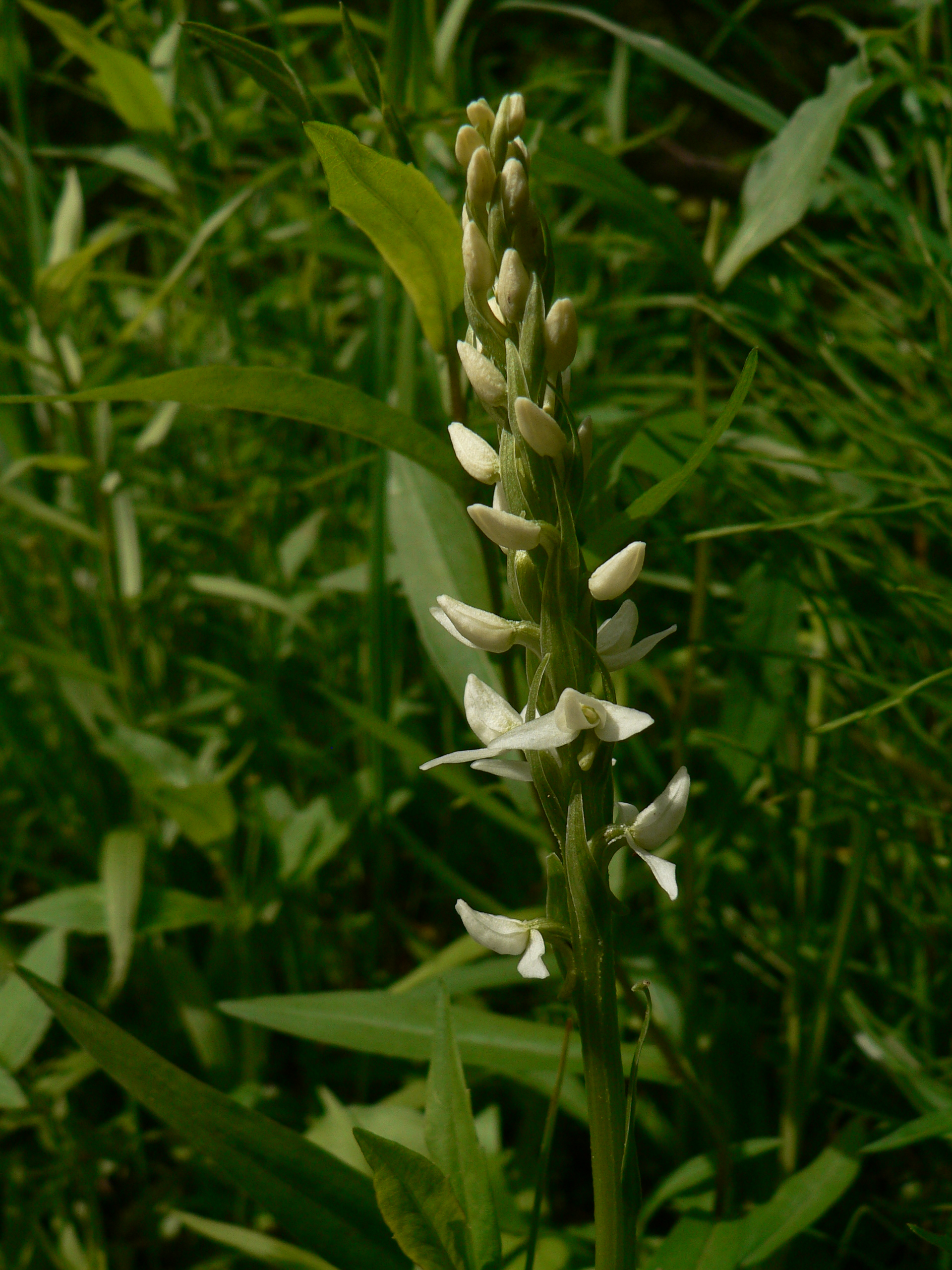
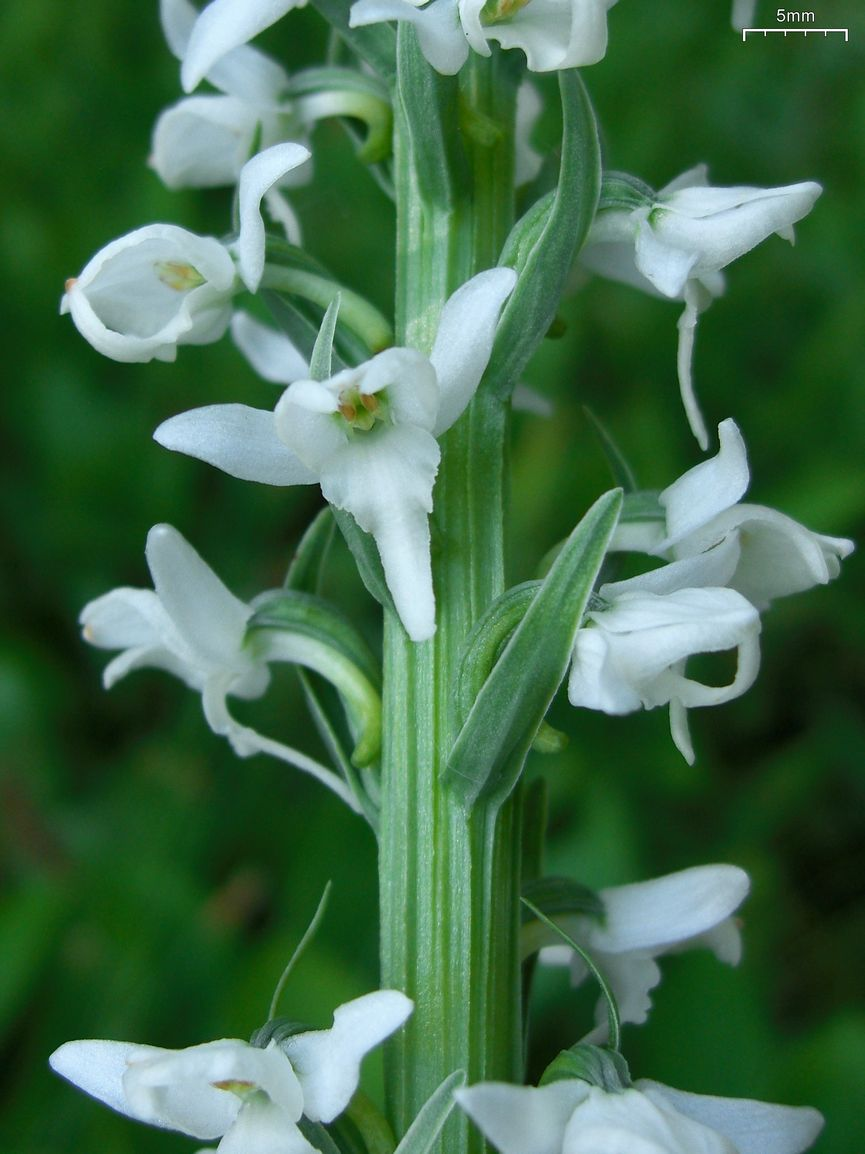
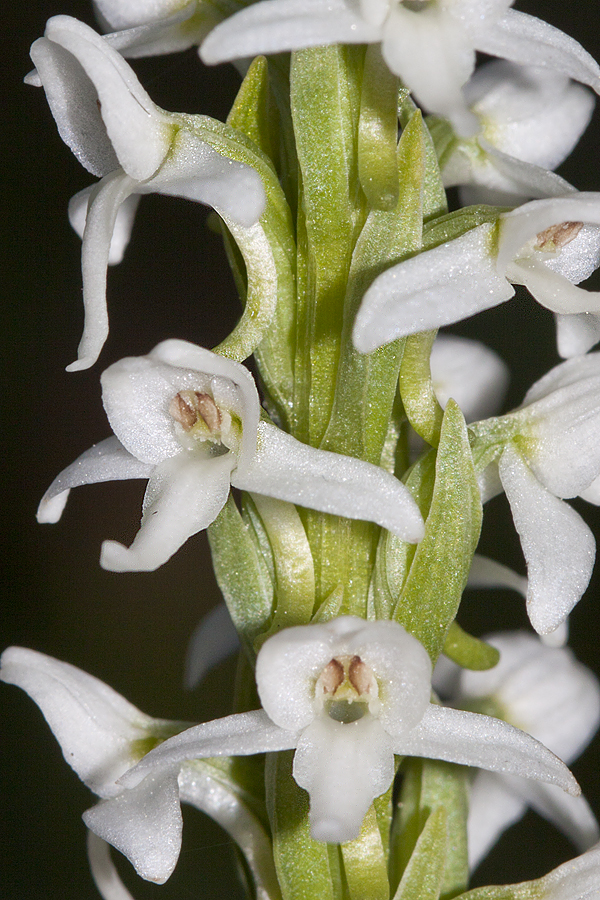
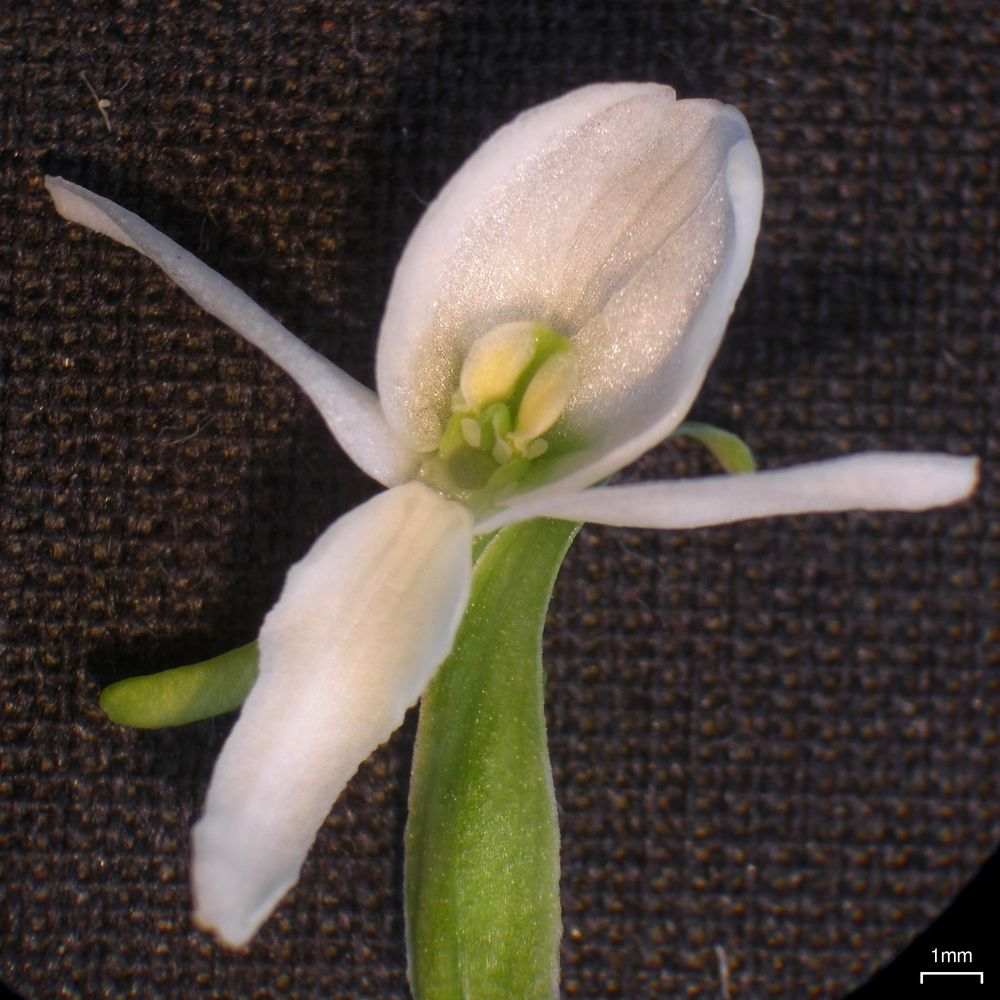